# Witold Wasilewski (specjalista ciepłownictwa)
Witold Wasilewski (ur. 3 stycznia 1922 w Pietkowie, zm. 12 grudnia 2015 w Warszawie) – polski specjalista ciepłownictwa, prof. zw. dr hab. inż.

## Życiorys
Uczęszczał do Państwowej Szkoły Drogowej w Warszawie, naukę przerwał wybuch II wojny światowej. Egzamin dojrzałości złożył w 1945 w Gimnazjum i Liceum dla dorosłych w Warszawie, a następnie rozpoczął studia na Wydziale Inżynierii Politechniki Warszawskiej. W 1950 uzyskał stopień inżyniera budownictwa sanitarnego i magistra nauk technicznych, następnie rozpoczął pracę w Katedrze i Zakładzie Ogrzewania i Wietrzenia Politechniki Warszawskiej, 1 września 1954 został tam powołany na stanowisko zastępcy profesora. W 1961 na Wydziale Inżynierii Sanitarnej i Wodnej (obecnie Instalacji Budowlanej, Hydrotechniki i Inżynierii Środowiska) obronił doktorat, którego promotorem był prof. Witold Kamler. Rok później habilitował się, a następnie objął stanowisko docenta. Od 1969 był współtwórcą miesięcznika „Ciepłownictwo, Ogrzewnictwo, Wentylacja”, w tym samym roku Uchwałą Rady Państwa został powołany na stanowisko profesora nadzwyczajnego, a w 1974 profesora zwyczajnego. Od 1970 do 1987 zajmował stanowisko dyrektora Instytutu Ogrzewania i Wentylacji oraz kierownikiem Zakładu Ciepłownictwa i Ogrzewnictwa. W latach 1969–1971 i 1987–1990 pełnił funkcję dziekana i prodziekana, był również zastępcą prorektora Politechniki Warszawskiej ds. dydaktyki i członka Senatu PW. Był promotorem ponad 400 prac dyplomowych oraz 18 prac doktorskich, z czego 5 doktorantów uzyskało stopień doktora habilitowanego. Współautor ok. 160 prac naukowych, artykułów i referatów.
Zmarł w Warszawie, pochowany na cmentarzu parafialnym w Pyrach.

## Członkostwo
- członek Centralnej Komisji Kwalifikacyjnej ds. Kadry Naukowej przy Prezesie Rady Ministrów,
- członek Rady Głównej Szkolnictwa Wyższego,
- członek Rad Naukowych Instytutu Gospodarki Komunalnej,
- członek Instytutu Kształtowania i Ochrony Środowiska,
- członek Państwowej Rady Paliwowo-Energetycznej,
- przewodniczący Sekcji Ogrzewnictwa i Wentylacji Komitetu Inżynierii Lądowej i Wodnej Polskiej Akademii Nauk,
- członek Rady Naukowej nadzorującej budowę I i II linii metra w Warszawie,
- patron naukowy Forum Ciepłowników Polskich w Międzyzdrojach,
- członek Rady Głównej i Zarządu Głównego Naczelnej Organizacji Technicznej,
- prezes PZITS (Polskie Zrzeszenie Inżynierów i Techników Sanitarnych), od 1983 członek honorowy, od 1988 honorowy prezes.

## Ordery i odznaczenia
- Krzyż Komandorski Orderu Odrodzenia Polski
- Krzyż Oficerski Orderu Odrodzenia Polski
- Krzyż Kawalerski Orderu Odrodzenia Polski
- Złoty Krzyż Zasługi
- Medal 30-lecia Polski Ludowej
- Medal 10-lecia Polski Ludowej (19 stycznia 1955)[5]
- Medal Komisji Edukacji Narodowej
- Medal PZITS im. prof. Zygmunta Rudolfa (1999)[6]
- Odznaka tytułu honorowego „Zasłużony Nauczyciel Polskiej Rzeczypospolitej Ludowej”
- Srebrna i złota odznaka honorowa NOT i PZITS
- Złota Odznaka Zasłużonego dla Budownictwa i Przemysłu Materiałów Budowlanych
- Odznaka Zasłużony pracownik gospodarki terenowej i ochrony środowiska
- Odznaka Zasłużony pracownik rolnictwa